# Алфавит Шоу
Алфави́т Шо́у (англ. Shaw / Shavian alphabet, МФА: /ʃɔː/, /ˈʃeɪvɪən ˈæl.fə.bɛt/), также Шовианский алфавит — алфавит, созданный для простой фонематической записи английского языка.
Алфавит назван в честь ирландского писателя Джорджа Бернарда Шоу, по замыслу и завещанию которого он был создан спустя 10 лет после его смерти. Шоу установил три основных критерия для нового алфавита:
1. состоять из по крайней мере 40 букв,
2. быть настолько «фонетическим», насколько это возможно (то есть буквы должны иметь соответствие фонемам один к одному),
3. отличаться от существующего латинского алфавита, чтобы избежать впечатления, что новые варианты написания являются всего лишь «опечатками».

Первой книгой, выпущенной на английском с алфавитом Шоу, стала пьеса-притча «Андрокл и лев» (англ. The Shaw Alphabet Edition of “Androcles and the Lion”).

## Буквы
|                 | Высокие буквы | Высокие буквы | Высокие буквы | Высокие буквы | Высокие буквы | Высокие буквы | Высокие буквы | Высокие буквы | Высокие буквы | Высокие буквы |
| --------------- | ------------- | ------------- | ------------- | ------------- | ------------- | ------------- | ------------- | ------------- | ------------- | ------------- |
| Буква Шоу       |               |               |               |               |               |               |               |               |               |               |
| Юникод          | 𐑐             | 𐑚             | 𐑑             | 𐑛             | 𐑒             | 𐑜             | 𐑓             | 𐑝             | 𐑔             | 𐑞             |
| Произношение    | [p]           | [b]           | [t]           | [d]           | [k]           | [ɡ]           | [f]           | [v]           | [θ]           | [ð]           |
| Название/пример | peep          | bib           | tot           | dead          | kick          | gag           | fee           | vow           | thigh         | they          |
|                 |               |               |               |               |               |               |               |               |               |               |
|                 |               |               |               |               |               |               |               |               |               |               |
| 𐑕               | 𐑟             | 𐑖             | 𐑠             | 𐑗             | 𐑡             | 𐑘             | 𐑢             | 𐑙             | 𐑣             |               |
| [s]             | [z]           | [ʃ]           | [ʒ]           | [t͡ʃ]          | [dʒ]          | [j]           | [w]           | [ŋ]           | [h]           |               |
| so              | zoo           | sure          | measure       | church        | judge         | yea           | woe           | hung          | ha-ha         |               |
| Короткие буквы  |               |               |               |               |               |               |               |               |               |               |
|                 |               |               |               |               |               |               |               |               |               |               |
| 𐑤               | 𐑮             | 𐑥             | 𐑯             | 𐑦             | 𐑰             | 𐑧             | 𐑱             | 𐑨             | 𐑲             |               |
| [l]             | [ɹ]           | [m]           | [n]           | [ɪ]           | [iː]          | [ɛ]           | [eɪ]          | [æ]           | [aɪ]          |               |
| loll            | roar          | mime          | nun           | if            | eat           | egg           | age           | ash           | ride          |               |
|                 |               |               |               |               |               |               |               |               |               |               |
|                 |               |               |               |               |               |               |               |               |               |               |
| 𐑩               | 𐑳             | 𐑪             | 𐑴             | 𐑫             | 𐑵             | 𐑬             | 𐑶             | 𐑭             | 𐑷             |               |
| [ə]             | [ʌ]           | [ɒ]           | [oʊ]          | [ʊ]           | [uː]          | [aʊ]          | [ɔɪ]          | [ɑː]          | [ɔː]          |               |
| ado             | up            | on            | oak           | wool          | ooze          | loud          | oil           | ah            | awe           |               |
| Лигатуры        |               |               |               |               |               |               |               |               |               |               |
|                 |               |               |               |               |               |               |               |               |               |               |
| 𐑸               | 𐑹             | 𐑺             | 𐑻             | 𐑼             | 𐑽             | 𐑾             | 𐑿             |               |               |               |
| /ɑɹ/            | /ɔɹ~ɔəɹ/      | /ɛəɹ/         | /ɜɹ/          | /əɹ/          | /ɪəɹ/         | /i.ə/         | /juː/         |               |               |               |
| are             | or            | air           | fur           | array         | ear           | ian           | yew           |               |               |               |

В алфавите отсутствуют заглавные и строчные буквы, как в латинице. Вместо этого, для обозначения имён собственных перед словом помещается «именующая точка». Остальные знаки препинания и пробелы ставятся согласно общей орфографии.
Каждый символ алфавита требует только один штрих для записи на бумаге. Письменные принадлежности необходимо поднимать единожды для написания каждого символа, тем самым ускоряя письмо.
Написание в «Андрокле» следует фонемической транскрипции британского нормативного произношения, за исключением явного обозначения гласных «r» лигатурами выше. Большинство диалектических отличий английского произношения могут быть произведены непосредственно из этого написания, однако для диалектов без определённых различий — в частности, в гласных — могут возникнуть затруднения при выработке стандартных написаний. Так, например, североамериканские диалекты сливают 𐑭 /ɑː/ и 𐑪 /ɒ/ (father-bother слияние). Канадский английский, как и большинство американских диалектов — в частности, на западе и границе между США и Канадой — также сливают эти фонемы с 𐑷 /ɔː/, что известно как «cot-caught слияние». В некоторых американских диалектах также сливаются 𐑧 /ɛ/ и 𐑦 /ɪ/ перед носовыми согласными — «pin-pen слияние».
В этом алфавите не существует способа обозначения ударения в словах; тем не менее в большинстве случаев редукции безударных гласных достаточно для различия слов, различаемых ударением в устной речи. Например, существительное convict /ˈkɒnvɪkt/ и глагол convict /kənˈvɪkt/ могут быть записаны как 𐑒𐑪𐑯𐑝𐑦𐑒𐑑 и 𐑒𐑩𐑯𐑝𐑦𐑒𐑑, соответственно.
Кроме того, определённые общие слова записываются одной буквой. Слова the (𐑞), of (𐑝), and (𐑯), to (𐑑), и часто for (𐑓) записываются как указанные в скобках одиночные буквы.

## История
Джордж Бернард Шоу, писатель, критик и драматург, был гласным критиком английской орфографии, потому что она часто отходит от принципа «одна буква — один звук». C 1926 по 1939 годы Шоу cлужил в Консультационном Комитете Би-би-си по разговорной речи, где работало несколько сторонников фонетического правописания. Также он был знаком с Генри Суитом, создателем «текущей» скорописи, ставшим прототипом для персонажа Генри Хиггинса, хотя сам Шоу использовал для своих письменных работ скоропись Питмана. Однако он также находил её ограничения раздражающими и понял, что эта скоропись не являлась подходящей заменой традиционной орфографии, делавшей производство печатных материалов сложным, а печатный ввод — невозможным. Шоу желал и выступал за фонетическую реформу письменности, что требовало нового алфавита.
Весь его интерес к письменности и реформе алфавита был чётко обозначен в его завещании от июня 1950 года, в котором его видение было обозначено для Джеймса Питмана с субвенцией от публичного доверенного лица для создания алфавита Шоу. После смерти Шоу в ноябре 1950 года и после некоторых юридических прений доверенное лицо организовало всемирный конкурс о создании такового алфавита, с целью создать систему, которая бы обеспечивала экономный способ написания и печати английского языка. Конкурс по дизайну алфавита был выигран четырьмя людьми, включая Рональда Кингсли Рида, который активно обменивался письмами с Шоу на протяжении нескольких лет касательно такого алфавита. Рид был назначен человеком, который объединит четыре дизайна для создания нового алфавита.
Из-за споров относительно завещания Шоу доверителю, разработавшему новый алфавит, была предоставлена возможность опубликовать одну книгу: версия пьесы Шоу «Андрокл и Лев» в двуалфавитном издании, включавшем обыкновенное и шовианское написания. Копии издания были посланы в крупные библиотеки англоговорящих стран.

## Другая печатная литература
Между 1963 и 1965 годами Кингсли Ридом в Вустере были опубликованы 8 выпусков журнала «Shaw-script». В журнале использовался алфавит Шоу; большая часть содержимого была предоставлена энтузиастами. В более поздние годы было также несколько публикаций работ классической литературы, транслитерированной на шовианский алфавит.
Первыми, опубликованной в 2012 году Тимом Брауном, стали работы Эдгара Алана По под названием «По встречает Шоу: Эдгар Аллан По в издании алфавита Шоу» (англ. Poe Meets Shaw: The Shaw Alphabet Edition of Edgar Allan Poe). Книги были опубликованы через Shaw Alphabet Books в двух вариантах. Одно из изданий, как и «Андрокл и Лев», имело латинский текст рядом с шовианским, второй вариант издания был написан исключительно шовианским алфавитом.
Второй, опубликованной в 2013 году, стала транслитерация Томаса Турмана «Приключений Алисы в Стране чудес». Издание было напечатано только шовианским алфавитом. Шовианский шрифт был разработан Майклом Эверсоном.

## Юникод
Алфавит был включён в Юникод с выходом версии 4.0 в апреле 2003 года. Выделенный для алфавита Шоу диапазон — U+10450—U+1047F:
| Шоу Официальная таблица символов Консорциума Юникода (PDF) |   |   |   |   |   |   |   |   |   |   |   |   |   |   |   |   |
|                                                            | 0 | 1 | 2 | 3 | 4 | 5 | 6 | 7 | 8 | 9 | A | B | C | D | E | F |
| U+1045x                                                    | 𐑐 | 𐑑 | 𐑒 | 𐑓 | 𐑔 | 𐑕 | 𐑖 | 𐑗 | 𐑘 | 𐑙 | 𐑚 | 𐑛 | 𐑜 | 𐑝 | 𐑞 | 𐑟 |
| U+1046x                                                    | 𐑠 | 𐑡 | 𐑢 | 𐑣 | 𐑤 | 𐑥 | 𐑦 | 𐑧 | 𐑨 | 𐑩 | 𐑪 | 𐑫 | 𐑬 | 𐑭 | 𐑮 | 𐑯 |
| U+1047x                                                    | 𐑰 | 𐑱 | 𐑲 | 𐑳 | 𐑴 | 𐑵 | 𐑶 | 𐑷 | 𐑸 | 𐑹 | 𐑺 | 𐑻 | 𐑼 | 𐑽 | 𐑾 | 𐑿 |